# SN 2008ev
SN 2008ev – supernowa typu II odkryta 10 sierpnia 2008 roku w galaktyce UGC 10155. W momencie odkrycia miała maksymalną jasność 17,60m.